# 香山商业文化博物馆
香山商业文化博物馆，原称为中山商业文化博物馆，座落于中国广东省中山市具有800年历史的孙文西路步行街上，是一座展示清未民国时期中山的商贸发展、商业文化和商业名人等内容的博物馆，是中国大陆首座以商业文化为主题的博物馆。

## 历史
博物馆所在的孙文西路是一条从隋唐开始建立，共有八百年历史的老街。而博物馆所处的位置曾是明清时期被称为“石岐十八间”的中山最繁华的商业中心地带。博物馆的馆址是1940年代石岐商会的旧址。1950年，石歧商会改称为石岐工商联。1990年代石岐工商联搬迁，原址改成“民俗博物馆”，但却一直没有办过展览。2004年，“民俗博物馆”开始被改造成为商业文化博物馆，总投资1100余万元，于2006年1月17日建成并对公众开放。目前，香山商业文化博物馆和中山·中国收音机博物馆、中山艺术馆同隶属于中山市博物馆。

## 展厅

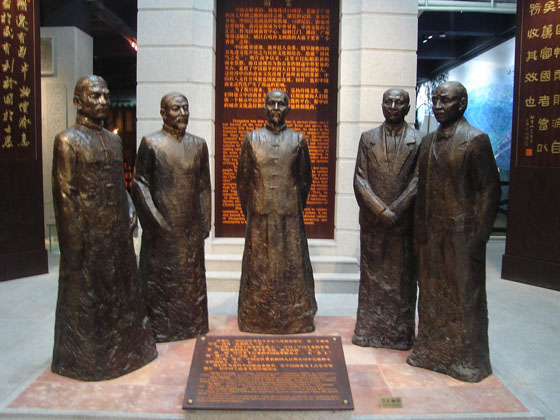
香山商业文化博物馆序厅

香山商业文化博物馆的展厅总面积为2100余平方米，共分为三层，每层的展厅细分为不同的商业主题。该馆共收藏展品2000余件，陈列的展品400余件，当中富有代表性的展品有开平矿务局、粤汉铁路的股票，郑观应在光绪年间奉旨出使公差的木牌，容闳创办的《彚报》，先施公司的土地证，永安公司创办的《永安月刊》的创刊号等。
博物馆的一楼主要分为序厅、第一展厅和大庙遗迹等几部分。在序厅里摆放着五位近代香山籍商业人物的铜像，他们分别是中国近代实业家、改良主义思想家郑观应；被誉为“中国第一买办”，轮船招商局、开平矿务局的主办唐廷枢；有“茶王”和“地产大王”之称的徐润；中国近代四大百货公司之一先施公司的创始人马应彪，永安公司的创始人郭乐。第一展厅展示的是清未民国时期香山商业概况和民间商业文化，石岐中街的牌坊、骑楼、码头、当铺、布匹店、药店、缸瓦店、茶庄等近代街头风貌和商铺场景的复原再现了当年香山繁华的商业活动。大庙遗迹则是博物馆改建过程中清理出来，原建于此的一座大庙的古墙砖和石横梁的遗迹。

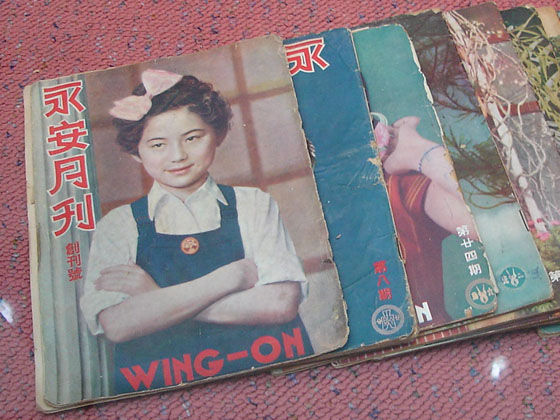
永安公司创办的《永安月刊》创刊号

二楼展厅主要展示的是清未民国时期香山籍名人的商业理念和香山籍买办对近代中国的影响。关于香山籍名人的商业理念，其中以孙中山“以农为经，以商为纬”的重商理念和郑观应的“商战思想”最有代表性。而关于香山籍的买办，据相关资料统计，1830年至1900年上海、香港、广州、天津、汉口、九江各商埠四家英国洋行的买办中，香山人占了九成。该层展厅除了资料、实物、图片的展示之外，还有郑家大屋、轮船招商局、买办家居等场景的复原展示，再现了当年商业名人、买办的真实生活和工作场景。
三楼的展厅主要展示的是中国近代商业历史上著名的四大百货公司的相关情况，这四大百货公司先施、永安、新新、大新的创始人都是出自香山。该层展厅除展示了四大百货公司的资料、图片外，还有四大百货公司的股票、土地证、包装纸、印有各百货公司商标的商品等实物，另外还布置有“永安公司”果栏、 “先施公司”鞋部、“大新公司”电梯、“新新公司”天台花园等场景。